# کوم کاگ (آریزونا)
کوم کاگ (به انگلیسی: Kom Kug) یک منطقهٔ مسکونی در ایالات متحده آمریکا است که در آریزونا واقع شده‌است. کوم کاگ ۹۷۵ متر بالاتر از سطح دریا واقع شده‌است.